# Велики Петрич
42° 21′ 31″ С; 21° 04′ 08″ И / 42.35848372° С; 21.06894378° И
Велики Петрич је тврђава у Србији која се налази код села Горње Неродимље, општина Урошевац.

## Историја
Тврђава Велики Петрич се налази изнад спајања Мале и Велике (Големе) реке које на том месту праве реку Неродимку, недалеко од Горњег и Доњег Неродимља западно од Урошевца. Утврда је подигнута на средњем врху (око 1.050 m нмв) узвишице која има три врха (903 m и 1.139 m нмв). Данас има мањих остатака бедема, кула и грађевина, али је цео терен обрастао у густу шуму и високо растиње, тако да је целокупан простор тешко проходан и крајње непрегледан. Утврда има овалну основу издужену у правцу југ-север са оштријим (северним) врхом окренутим ка клисури, док се са источне и западне стране града налазе стрме падине узвишења. Са јужне стране са које је прилаз утврди најлакши ископан је дубоки суви шанац, а прилаз је заштићен квадратном тространом кулом која се диже над шанцем. Поред ње тврђава је имала по једну кулу у источном и западном темену које су нешто мањих димензија (ширине око 4,2 m), док се у северном делу унутрашњости града налази округли Донжон. Његов спољни пречник износи 9 m, док ширина његових зидова варира од 1,5 m до 1,8 m. Дужина утврде у правцу југ-север износи између 180 m и 200 m, док је ширина око 80 m.
Иван Јастребов је писао о овој тврђави да је у рушевинама. Биле су четири куле на сва четири чошка, са подземним тамницама, подрумима и оставама. На средини је, по свој прилици, била мања црква, ако је судити по олтарском испупчењу на источној страни. Тврђава је саграђена над великом провалијом па јој нису били потребни ровови, осим са јужне, југозападне и југоисточне стране, где је био ископан огроман ров у сврхе одбране. На јужној страни иза рова се тада видело неколико старих гробова. Из тврђаве се лепо види Звечан. У Петричу је цар Душан затворио свог оца Стефана Дечанског. Касније је преведен у тврђаву Звечан, где је задављен. Разлог сукоба оца и сина је био што је, наводно, Дечански краљ у Скадар слао све затворенике из Петрича што је разљутило Душана.